# Anne Sylvestre
Anne-Marie Thérèse Beugras, mais conhecida como Anne Sylvestre (Lyon, 20 de junho de 1934 - Paris, 30 de novembro de 2020), foi uma cantora e cantautora francesa feminista.
Sylvestre foi muito popular nas décadas de 60 e 70 do século passado, tendo aparecido na televisão ao lado de artistas como Georges Brassens, Barbara, Georges Moustaki, Boby Lapointe, e tendo participado regularmente de programas de televisão de Jean-Christophe Averty ou de Denise Glaser (Discorama).

## Biografia
Sylvestre passou a infância em Tassin-la-Demi-Lune, perto de Lyon, e a sua adolescência em Suresnes. Posteriormente, a sua família mudou-se para Paris, onde Anne Sylvestre começou por estudar literatura, que acabou depois por deixar para se dedicar à música. 
Sylvestre era filha de Albert Beugras, braço direito de Jacques Doriot, líder do Partido do Povo Francês durante a ocupação, e de Alice Litolf.Anne Sylvestre é também irmã da romancista Marie Chaix e cunhada de Harry Mathews.
A sua canção Romeu e Judith  expressa o sofrimento e vergonha que sentiu pelo seu pai ter colaborado com a ocupação nazi em França.
Sylvestre iniciou a sua carreira no final da década de 1950 em cabarés como o La Colombe, de Michel Valette - onde fez sua estreia em 1957 -, depois no Cheval d'Or, no Le Contrescarpe , no Port de Salut , no Chez Moineau e no Trois Baudets, onde actuou até 1962. 
No entanto, foi a rádio que lançou Sylvestre para a popularidade. Em 1959, lançou o seu primeiro disco, mas foi com o álbum Mon mari est parti, de 1961, que passou a ser reconhecida. 
Anne Sylvestre morreu a 30 de novembro de 2020, na sequência de um AVC, aos 86 anos.

## Reconhecimentos e prémios

### Prémios
- Em 1960 recebeu um prémio da Académie de la Chanson Française.[8]
- Durante os anos 60, em 5 anos Sylvestre recebeu 4 vezes o Grand Prix International do Disque da Académie Charles-Cros .[9]

- Em 2009, ela recebeu a Grande Medalha da Academia Francesa.[10]

### Condecorações
- Em 2002, recebeu o Grau de Oficial do Ministério da Cultura e da Comunicação de França. Grau de Cavaleira desde 5 de março de 1986.[11]
- Em 1993, recebeu o Grau de Oficial do Ministério da Cultura e da Francofonia, por 36 anos de serviço.[12]